# Sarcodexia lambens
Sarcodexia lambens är en tvåvingeart som först beskrevs av Christian Rudolph Wilhelm Wiedemann 1830.  Sarcodexia lambens ingår i släktet Sarcodexia och familjen köttflugor. Inga underarter finns listade i Catalogue of Life.